# Salcacovite
Salcacovite (em armênio: Ծաղկահովիտ գետ; romaniz.: Całkahovit) é uma aldeia e município da província de Aragatsotn, na Armênia. De acordo com o censo de 2011, havia 1 611 habitantes no centro urbano e 9 393 no município.

## História
Salcacovite está localizada no sopé norte do monte Aragats, às margens do rio Salcacovite, a 79 quilômetros de Erevã. A aldeia atual foi fundada nos anos 1850 por imigrantes da região de Ani. Originalmente era chamada Ajicalil (Աջիխալիլ, Aǰiχalil), Calil (Խալիլ, Xalil) ou Haji Calil (Հաջի խալիլ, Haǰi Xalil) e recebeu seu nome atual em 1946. No extremo norte da aldeia está localizada a fortaleza urartiana de Calachi ("cidade do meio"), em torno da qual há ruínas de um antigo assentamento, que os pesquisadores consideram como o núcleo original do assentamento. In situ foram localizados túmulos e um cemitério (séculos X-XIII). em Salcacovite há uma igreja moderna dedicada a Gregório, o Iluminador.
| Ano       | 1873 | 1897 | 1926  | 1939  | 1959  | 1970 | 1979  |
| --------- | ---- | ---- | ----- | ----- | ----- | ---- | ----- |
| População | 298  | 535  | 1 145 | 1 241 | 1 016 | 811  | 1 279 |

## Geografia
As casas de Salcacovite possuem telhados inclinados e a água que abastece a aldeia é recebida das nascentes do Aragats, a cinco quilômetros de distância. Sua população subsiste do cultivo de grãos e forragens. Em termos de infraestrutura, conta com escolas secundárias e de música, uma escola profissionalizante, um clube, uma biblioteca, um cinema, um departamento de comunicações, um centro de serviços ao consumidor, uma central telefônica e um hospital. Já teve uma refinaria de petróleo.

### Subdivisões
O município é subdividido em 10 assentamentos:
- Bercarrate (Բերքառատ, Berk’aṙat)
- Gueladir (Գեղադիր, Geładir)
- Guelazor (Գեղաձոր, Gełajor)
- Guelarote (Գեղարոտ, Gełarot)
- Lernapar (Լեռնապար, Leṙnapar)
- Henaberde (Հնաբերդ, Hnaberd)
- Noraxém (Նորաշեն,, Norašen)
- Salcacovite
- Silcar (Ծիլքար, Cilk’ar)
- Vardablur (Վարդաբլուր)